# Amplitudenregelung

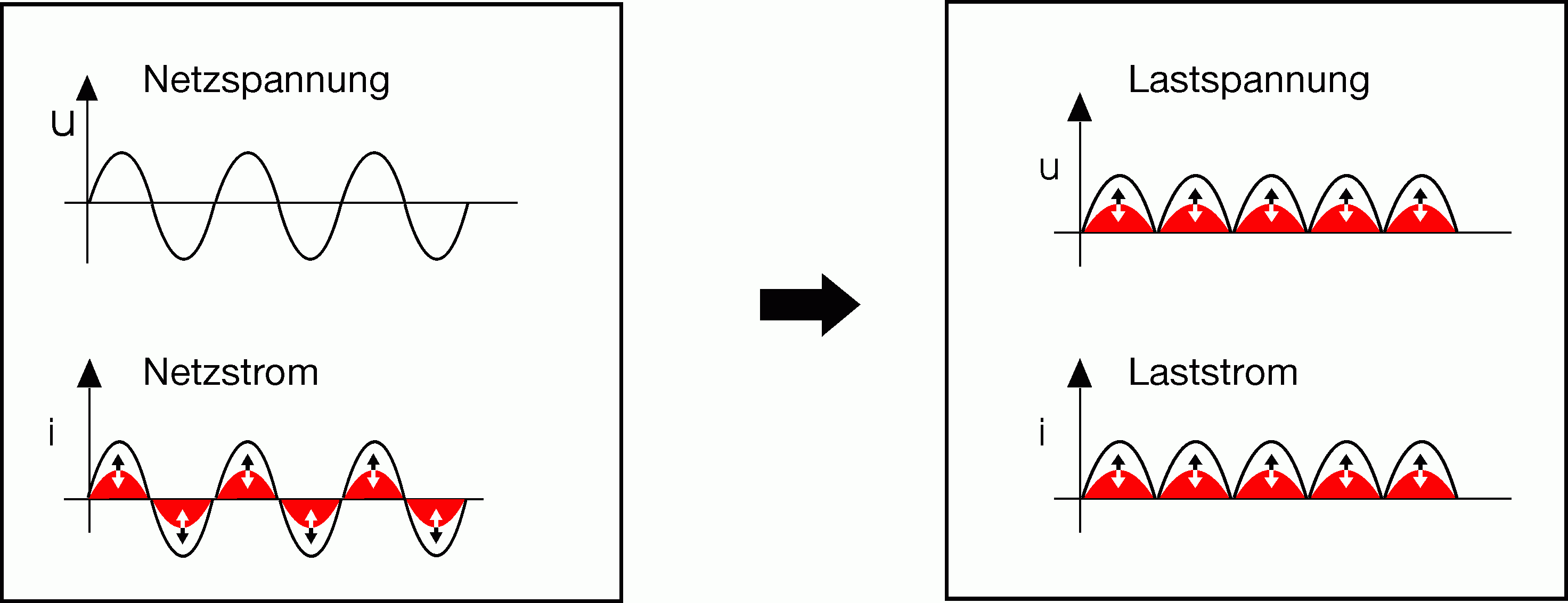
Mit zunehmender Leistungsaufnahme der Last steigt die Amplitude des Netzstromes.

Die Amplitudenregelung (auch Amplitudensteuerung genannt) dient zur Leistungsregelung elektrischer Verbraucher, die mit Wechselspannungen betrieben werden. Typische Anwendungen sind die Heizungsregelungen industrieller Hochtemperaturöfen.

## Funktionsweise

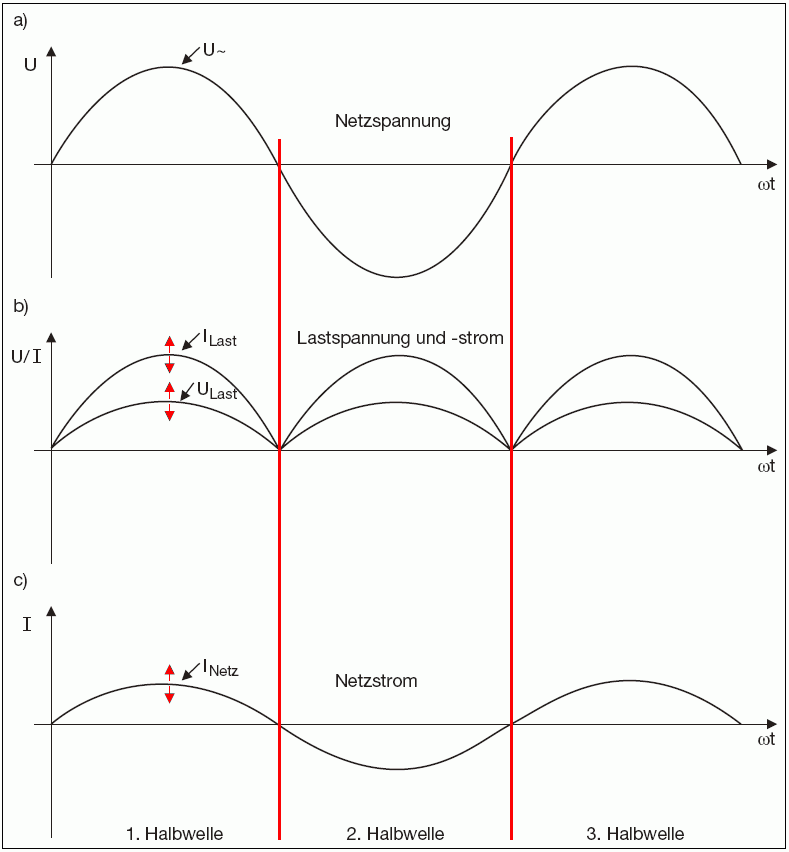
Der Sinus wird in seiner Form nicht verändert.

Im Gegensatz zur konventionellen Phasenanschnitt- oder Vollwellensteuerung 
wird bei der Amplitudenregelung nur die Amplitude des sinusförmigen Netzstromes verändert. Die Höhe der Amplitude richtet sich nur nach der entnommenen Leistung. Der Sinus wird in seiner Form nicht verändert.
Bedingt dadurch, dass Spannung und Strom in Phase liegen, wird bei der Amplitudenregelung nur Wirkleistung entnommen. Hierdurch wird die Stromaufnahme auf der Netzseite im Vergleich zur Stromaufnahme bei Phasenanschnittsteuerung wesentlich verringert.

## Vorteile
Der kontinuierliche Stromfluss führt zu einem schonenden Betrieb der verwendeten Heizelemente und somit zu einer erheblichen Verlängerung der Lebensdauer. In Abhängigkeit von den Umgebungsbedingungen ist eine Verdopplung möglich. 
Das Prinzip reduziert besonders in den Grenzbereichen die Oberflächenbelastung der Heizelemente.
Die Amplitudenregelung beseitigt die bei Thyristorstellern bekannten Flicker–Effekte und Oberwellen, sodass die Normvorgaben gemäß EN 61000-3-2 und EN 61000-3-3 eingehalten werden.
Blindleistungskompensationen sind nicht notwendig, die Kosten für Blindstrom entfallen.

## Anwendungsbereiche
Sinussteller bzw. IGBT-Steller zur Leistungsregelung von:
- Widerstandsheizungen
- Siliciumcarbid (SiC) - Heizelementen
- Molybdändisilizid (MoSi2) - Heizelementen
- Infrarotstrahlern